# Юдолія шестиплямиста
Квіткарка шестиплямиста (Judolia sexmaculata (Linnaeus, 1758) = Leptura trifasciata = Leptura shirarakensis Matsumura, 1911) — вид жуків з родини Скрипунових.

## Молекулярна філогенія
На основі молекулярних даних Квіткарка шестиплямиста належить до підроду Judolia у однойменному роді Квіткарка (Judolia). Цей вид є типовим для роду Judolia.

## Поширення
Хорологічно J. sexmaculata — це елемент голарктичного зоогеографічного комплексу, поширений у північній частині Євразії та Північної Америки.
В Україні Квіткарка шестиплямиста трапляється лише у Карпатах де трапляється на висотах понад 900 м над рівнем моря.

## Екологія
Імаго трапляються на квітах поруч з близьким і чисельнішим видом Pachytodes cerambyciformis.

## Морфологія

### Імаго
Тіло дорослої комахи довге, порівняно вузьке, зверху, помірно плоске, Вусики довгі, у самців, майже, досягають вершини надкрил; надкрила буро-жовті з чорними перев'язями: вершини, шов, облямівка, плечова пляма і дві зубчасті перев'язі, з яких перша розбита. Надкрила витягнуті і, майже, паралельні, приблизно в три рази довші за передньоспинку. Передньоспинка з сильно витягнутими в сторони задніми кутами, в стоячих волосках, з поперечною виїмкою, з перетяжкою перед основою. Довжина комахи коливається від 8 до 14 мм.

### Личинка
У личинки при основі вусиків по 1 вічку. Передньоспинка, з рудуватою поперечною смужкою, що розширюється на боках, на переднім краю без виїмок. Ноги добре розвинені. Дорзальні рухові мозолі на 1-7-му сегментах черевця гранульовані; 9-й терґіт на вершині закруглений, в густих довгих волосках.

## Життєвий цикл
Генерація, зазвичай, триває 2 роки.